# Сады у Залива
Сады у Залива (англ. Gardens by the Bay, малайск. Taman di Persisiran, кит. 滨海湾花园滨海湾花园, там. வளைகுடா தோட்டம்) — природный парк в Сингапуре. Парк охватывает 101 га (250 акров) земель в центре Сингапура, рядом с водохранилищем Марина-Бэй.
Парк состоит из трёх набережных садов: Bay South Garden, East Bay Garden и Bay Central Garden. Самый большой из садов Bay South Garden занимает 54 га (130 акров).

## История
Сады у залива являются частью стратегии правительства по превращению Сингапура из «Города с садами» в «Город в саду». Поставленная цель заключается в том, чтобы повысить качество жизни за счет увеличения количества зелени и флоры в городе. Стратегия впервые объявлена премьер-министром Ли Сянь Лунем в Национальный день единства в 2005 году. Сады у залива предназначены быть главным городским пространством отдыха на открытом воздухе и национальным символом Сингапура.
В 2006 году был проведён международный конкурс на проектирование парка, привлекший более 70 участников, представлявших 170 фирм из 24 стран мира. Две британские фирмы — Grant Associates и Gustafson Porter — получили контракты на Bay South и East Bay Gardens соответственно.
Наряду с ведущими дизайнерами Grant Associates, проектная группа для Bay South включала Wilkinson Eyre Architects, Atelier Ten (консультанты по дизайну окружающей среды) и Atelier One (структурные инженеры). Они были поддержаны рядом сингапурских фирм, включая CPG Consultants (архитектура, гражданские и структурные, механические и электрические объекты), Meinhardt Infrastructure (гражданские и структурные объекты), Langdon & Seah (консультанты расходов) и PMLink (управление проектами).
Парк является достаточно популярным, в 2014 году в нём было 6,4 млн посетителей, а 20-миллионный турист посетил его в ноябре 2015 года.

## Bay Central Garden
Bay Central Garden будет выступать связующим звеном между Bay South и East Bay Gardens. Он занимает площадь 15 га (37 акров) и 3-километровую (1,9 мили) полосу на набережной, что обеспечивает живописные прогулки от центра города к востоку от Сингапура. Другие проекты Bay Central Garden запустят в ближайшие несколько лет.

## Bay East Garden
Bay East Garden занимает 32 га (79 акров) и имеет 2-километровый (1,2 мили) набережный променад, граничит с водохранилищем Marina Reservoir. Промежуточный парк был разработан в East Bay Garden в поддержку летних юношеских Олимпийских игр 2010 года. Первая фаза сада была открыта для публики в октябре 2011 года, что позволило альтернативный доступ к дамбе Marina Barrage.
Он выполнен в виде серии больших тропических садов, каждый из которых имеет свой собственный специфический ландшафтный дизайн, характер и тему. Там будет пять искусственных фьордов, приведённых в соответствие с преобладающим направлением ветра, которые будут увеличивать и расширять береговую линию, позволяя ветру и воде проникнуть вглубь сада, таким образом охлаждать воздух в летнюю жару.
Bay East Garden предоставит посетителям беспрепятственный вид на город. Будущие проекты Bay East Garden будут связаны с водой.

## Bay South Garden
Bay South Garden открыт для публики 29 июня 2012 года. Это самый большой из трёх садов, занимает 54 га (130 акров) площади и предназначен продемонстрировать лучшие образцы тропического и искусного садоводства.
Общая концепция генерального плана парка олицетворяет орхидею «Ванда мисс Джоаким» (лат. Vanda 'Miss Joaquim'), которая является представителем тропиков и национальным цветком Сингапура. Орхидея пускает корни на набережной (теплицы, оранжереи), в то время как листья (очертания суши), побеги (пути, дороги и тропинки) и вторичные корни (водные, энергетические и коммуникационные линии), образуют единую сеть с цветами (тематические сады и супердеревья).

### Оранжереи
Тепличный комплекс в Саду у залива состоит из двух оранжерей — Цветочный купол (англ. Flower Dome кит. 花 穹) и Облачный лес (англ. англ. Cloud Forest, кит. 云雾 林), что расположены вдоль берегов водохранилища. Оранжереи, разработанные Wilkinson Eyre Architects, являются энергоэффективными, с устойчивыми технологиями строительства и предназначены обеспечить благоприятные условия в садах при любых погодных условиях. Обе теплицы являются очень большими (около 1 га (2,5 акра)), а Цветочный купол является крупнейшей в мире колонной теплицей.
Конструкция теплиц имеет две особенности. Во-первых, они имеют очень большую стеклянную крышу без дополнительной внутренней поддержки. Во-вторых, конструкция сильно направлена на сведение к минимуму воздействия на окружающую среду. Дождевая вода собирается с поверхности теплицы и циркулирует в системе охлаждения, которая соединена с супердеревьями. В супердеревьях вода используется для вентиляции горячего воздуха и охлаждения циркуляционной воды.

#### Цветочный купол
Цветочный купол ниже, но больше по площади — около 1,2 га (3,0 акра), от Облачного леса. Здесь созданы мягкий, сухой климат и выращиваются растения, что встречаются в Средиземноморском регионе и других полузасушливых тропических районах (например, в некоторых частях Австралии, Южной Америки, Южной Африки).
Цветочный купол 38 метров (125 футов) высотой и поддерживает температуру между 23 °C 25 °C и, или чуть ниже в ночное время.
Цветочный купол состоит из семи разных «садов», оливковых рощ с бистро и центрального поля, на котором проводятся различные выставки цветов и другие мероприятия.

#### Облачный лес
Облачный лес выше, но чуть меньше площадью — 0,8 га (2,0 акра). Здесь воссозданы прохладные влажные условия, которые есть в тропических горных районах между 1000 м (3300 футов) и 3000 м (9800 футов) над уровнем моря в Юго-Восточной Азии, Центральной и Южной Америке. Он имеет 42-метровую (138 футов) «Облачную гору», на которую можно подняться на лифте. Посетители смогут спускаться с горы по круговой траектории, а 35-метровый (115 футов) водопад предоставит им освежающе прохладный воздух.
«Облако гора» само по себе является сложной структурой, которая полностью покрыта эпифитами, такими как орхидеи, папоротники, селагинелли, баранцовые и плауновидные, бромелиевые и антуриумы. Она состоит из нескольких уровней, каждый на разную тему.

## Роща сверхдеревьев
Сверхдеревья (англ. Supertree) — это древовидные структуры, которые доминируют в ландшафте садов, с высотой от 25 м (82 фута) до 50 м (160 футов). Это вертикальные сады, которые выполняют множество функций, такие как посадку, затенение, а также выполняют роль экологических двигателей для садов.
Сверхдеревья являются домом для уникальных и экзотических папоротников, винограда, орхидей, а также большой коллекции бромелиевых, таких как Tillandsia. Они оснащены экологичными технологиями, которые имитируют экологическую функцию деревьев — фотогальванические элементы, использующие солнечную энергию, которая может быть использована для некоторых функций сверхдеревьев, например, освещения, так же, как деревья используют фотосинтез; сбор дождевой воды для использования в оросительных экспозициях в фонтанах, точно подобно тому, как деревья поглощают дождевую воду для роста. Сверхдеревья также выполняют ветрозаборную и вытяжную функции как часть системы охлаждения теплиц.
Тропа «OCBC Skyway» проходит на высоте между двумя большими сверхдеревьями, с неё можно насладиться панорамой на сады с высоты птичьего полета. Планируется построить заведение общепита на вершине 50-метрового (160 футов) сверхдерева. Ночью сверхдеревья оживляет светомузыкальное представление OCBC Garden Rhapsody.

## Детский сад
Детский сад разработан Grant Associates. Его строительство стоимостью в 10 миллионов долларов полностью финансировалось организацией Far East Organization. Аттракцион предназначен для детей двух возрастных групп -  до 5 и 6—12 лет. Аттракцион был открыт 21 января 2014 года. Он состоит из дома на дереве и тропы приключений. Тропа приключений состоит из трамплинов, балансируемых балок, висячих мостов и тому подобного.
Есть ещё два тематических сада, названия которых — «Растения и люди» и «Растения и планета». Они являются важной частью образовательной программы, целью которой является довести знания о растениях до общественности.
Сад «Растения и люди» выдвигает на первый план различные культурные группы в Сингапуре, и важную роль, которую играют растения в культуре, а также колониальной истории страны. Он также фокусируется на экономически важных растениях в Сингапура и Юго-Восточной Азии.
Сад «Растения и планета» подчёркивает сеть взаимоотношений среди разных растений в стеснённых условиях хрупкого леса, демонстрируя биологическое разнообразие растительной жизни на планете.

## Бюджет
Остаточная стоимость строительства по проекту, не включая стоимости земли, но включая подъездные дороги, дренажные работы и улучшение грунта, составляла в рамках выделенного бюджета в размере 1,035 млрд долларов США.
Ежегодные эксплуатационные расходы, как ожидается, составят около 58 млн долл., из которых 28 млн долл. будет выделено для эксплуатации зданий оранжереи.
Посетители имеют свободный доступ к большинству участков парка, но должны купить билеты для входа в оранжереи.
Проект посетили: 1,7 млн посетителей в период с июня по октябрь в 2012 году;
6,4 млн — в 2014 году (в ноябре 2015 суммарное число достигло 20 млн).